# Jochen Schild
Jochen Schild (* 2. September 1976 in Böblingen) ist ein deutscher Musikproduzent, Arrangeur, Komponist und Songwriter.

## Leben und Werk
Jochen Schild erhielt im Alter von 6 Jahren an der Musikschule in seinem Heimatort Schönaich Orgel- und Klavierunterricht, anschließend Schlagzeug- und Gesangsunterricht. Als Sänger und Keyboarder gründete er mit 16 Jahren seine erste Band Pojolax (später eXact). Es folgten die ersten CD-Veröffentlichungen sowie zahlreiche Auftritte und Tourneen, unter anderem als Vorgruppe der Band Pur, sowie zahlreiche Festivals und Konzerte.
Nachdem sich die Band Ende der 1990er-Jahre aufgelöst hatte, widmete sich Schild vermehrt dem Schreiben und Produzieren von Songs. Als Co-Produzent, Songwriter sowie Musiker und Sänger war er neben Chris Thompson, Michael Sadler und David Hanselmann Teil des Projekts R.U.D.Y.’s Journey, dem Solo-Projekt des Pur-Gitarristen Rudi Buttas. Das erste gleichnamige Album R.U.D.Y.’s Journey erschien 2001, im Jahr 2006 wurde das zweite Album On my side veröffentlicht.
Als Sänger, Pianist und Keyboarder sowie musikalischer Leiter war Schild mit zahlreichen Bands und Künstlern auf der ganzen Welt unterwegs. Unter anderem begleitete er als Keyboarder und Orchestermusiker Musicals wie Mamma Mia oder Wicked am Stuttgarter Palladium Theater.
2006 absolvierte Schild in Los Angeles ein Praktikum bei dem Filmmusik-Komponisten Klaus Badelt und arbeitete anschließend als dessen Assistent bei Filmen wie Poseidon und 16 Blocks mit. Danach engagierte ihn Heitor Pereira als Assistent. Zudem war Schild in den Jahren von 2007 bis 2013 als freischaffender Toningenieur, Arrangeur und Technical Music Assistant in den Remote Control Studios in Santa Monica für Komponisten wie Hans Zimmer, Harry Gregson-Williams, Ramin Djawadi, Rupert Gregson-Williams und Heitor Pereira an Filmmusiken zu Blockbustern wie Fluch der Karibik, Iron Man, Bee Movie, Shrek – Oh du Shrekliche, oder Madagascar tätig.
Zurück in Deutschland widmete sich Schild ab dem Jahr 2013 zunächst weiterhin der Filmmusik, bediente aber hauptsächlich den US-amerikanischen Markt. Er komponierte und produzierte von seinem Stuttgarter Studio aus Musiken für TV-Serien wie Trolls -Trollstopia, Impractical Jokers, Temptation Island, Are You Smarter than a 5th Grader? oder Woody Woodpecker. Für den deutschen TV Spielfilm Der Kotzbrocken schrieb und produzierte Schild den Titel Song I Look at You, gesungen von Chris Thompson und Ex-Queensberry-Sängerin Leo Bartsch. Als Arrangeur und Pianist arbeitete er zusammen mit dem Komponisten und Produzenten Alexander Geringas an dessen Filmmusiken zum TV Spielfilm Nur eine Nacht mit Yvonne Catterfeld und Pasquale Aleardi sowie dem Kinofilm Hanni & Nanni 2.
Nach und nach kehrte Schild zum Songwriting und zur Produktion zurück und arrangierte und produzierte Musiken für unter anderem Helene Fischer, Maite Kelly, Ben Zucker, Semino Rossi, Daniel Aminati sowie Giovanni Zarrella und der Giovanni Zarrella Show. Er wirkte an den Alben Rausch von Helene Fischer (als Arrangeur und Pianist beim Titel Glückwärts), Hello von Maite Kelly (als Arrangeur beim Titel Ich liebe laut) und Jetzt erst recht von Ben Zucker (Arrangeur und Recording Engineer beim Titel Auf uns) mit. Alle drei Alben landeten im Jahr 2021 auf Platz 1 der offiziellen Deutschen Charts.

## Filmografie
- 2006: 16 Blocks
- 2006: Poseidon
- 2007: Pirates of the Caribbean – Am Ende der Welt
- 2007: Running the Sahara
- 2007: Bee Movie – Das Honigkomplott
- 2007: Shrek – Oh du Shrekliche
- 2008: Iron Man
- 2012: Hanni & Nanni 2
- 2012: Nur eine Nacht
- 2013: Madly Madagascar
- 2014: Die Schlikkerfrauen
- 2015: Der Kotzbrocken
- 2017: Impractical Jokers
- 2019: Paradise Hotel
- 2019: Temptation Island – Versuchung im Paradies
- 2019: Are you Smarter than a 5th Grader?
- 2020: Trolls – Trollstopia

## Auszeichnungen
- 2013: 2 Global Music Awards for best composition und best Sound editing in a recording[1]